# 三日月藩
三日月藩（みかづきはん）は、播磨国佐用郡三日月（兵庫県佐用郡佐用町三日月）周辺を領した藩。藩庁は三日月陣屋。別名・乃井野藩（のいのはん）。

## 概略
元禄10年（1697年）、宗家の美作国津山藩・森家の改易および備中西江原藩での再興（のち播磨国赤穂藩）にともない、分家の津山新田藩主・森長俊が新田石高と同じ1万5千石を与えられ立藩した。佐用郡・揖西郡・宍粟郡内の一部を領有し、9代174年間この地に在封した。
5代藩主・快温は寛政7年（1759年）私財を投じ藩校「廣業館」を開いた。
幕末に領内の三方里山に演武場（軍事教練場）を開いた。現在は三方里山公園となっている。
明治初頭の戊辰戦争では官軍方につき、東北遠征に参戦している。
明治4年（1871年）廃藩置県により三日月県となる。姫路県・飾磨県を経て兵庫県に編入された。
藩主家は明治2年（1869年）華族に列し明治17年（1884年）子爵となった。

## 歴代藩主
森家
外様　1万5千石　（1697年 - 1871年）
| 代 | 氏名                 | 官位            | 在職期間                            | 享年 | 備考                                                                                |
| -- | -------------------- | --------------- | ----------------------------------- | ---- | ----------------------------------------------------------------------------------- |
| 1  | 森長俊 もり ながとし | 従五位下 対馬守 | 元禄10年 - 正徳5年 1697年 - 1715年  | 87   | 津山新田藩から転封。 美作津山藩2代藩主・森長継の五男。                              |
| 2  | 森長記 もり ながのり | 従五位下 安芸守 | 正徳5年 - 元文4年 1715年 - 1739年   | 81   | 初代藩主・長俊の長男。                                                              |
| 3  | 森俊春 もり としのぶ | 従五位下 対馬守 | 元文4年 - 安永3年 1739年 - 1774年   | 81   | 2代藩主・長記の五男。                                                               |
| 4  | 森俊韶 もり としつぐ | 従五位下 対馬守 | 安永3年 - 寛政5年 1774年 - 1793年   | 48   | 3代藩主・俊韶の長男。                                                               |
| 5  | 森快温 もり はやあつ | 従五位下 下野守 | 寛政5年 - 享和元年 1793年 - 1801年  | 33   | 安芸広島藩7代藩主・浅野重晟の三男。 寛政5年（1793年）に前藩主・俊韶の養嗣子となる。 |
| 6  | 森長義 もり ながよし | 従五位下 河内守 | 享和元年 - 文化6年 1801年 - 1809年  | 51   | 備中新見藩5代藩主・関長誠の次男。                                                   |
| 7  | 森長篤 もり ながあつ | 従五位下 対馬守 | 文化6年 - 文化13年 1809年 - 1816年  | 22   | 播磨赤穂藩7代藩主・森忠賛の十一男。 文化5年（1808年）に前藩主・長義の養嗣子となる。 |
| 8  | 森長国 もり ながくに | 従五位下 佐渡守 | 文化13年 - 嘉永元年 1816年 - 1848年 | 48   | 6代藩主・長義の長男。                                                               |
| 9  | 森俊滋 もり とししげ | 従五位下 伊豆守 | 嘉永元年 - 明治4年 1848年 - 1871年  | 44?  | 8代藩主・長国の次男。                                                               |

## 幕末の領地
- 播磨国
  - 揖西郡のうち - 7村
  - 佐用郡のうち - 40村
  - 宍粟郡のうち - 18村